# Ráthonyi Ákos (színművész)
Ráthonyi Ákos (Kökényesd, 1868. november 8. – Nagyszőlős, 1923. március 24.) színész, operett-, népszínműénekes.

## Életútja
Dzsentri családból származott, az egész családja a megyénél szolgált. 1891. január 13-án mint harmadéves színészakadémiai növendék a Sheridan címszerepében vizsgázott, amiről így ír a Fővárosi Lapok: »Sok tanulmányt fordított szerepére s dicséretet is érdemel ily Proteuszszerű alak meglepő eljátszásáért. Kellemes hangja van, csinos színpadi alak.« Tanulmányai végeztével 1892. április 1-jén Kolozsvárra szerződött Ditrói Mórhoz, 1894. április havától Evva Lajos jóvoltából a Népszínházban működött, ahol nem jutott megfelelő szerephez. Itt egyetlen valamirevaló szerepe a Szókimondó asszonyságban volt, Neipergé. (Szirmai Imre és Blaha Lujza voltak a partnerei.) Amikor a Vígszínház megalakult, odaszerződött, itt Beöthy László Béni bácsi című darabjában lépett föl először, nagy sikerrel. Innét 1898. március 13-án a Magyar Színházba ment, amely akkor Zoltán Jenő operett-színháza volt és első, igazán nagy és általános sikerét a Víg özvegy híres Daniló-szerepében aratta, melyet 330-szor játszott. De nem szerette az énekes szerepet és később Beöthy szinte kényszerítette, hogy énekes darabban lépjen föl, a B. A. L. E. K. c. francia operettben. Egyetlen egyszer tért még vissza a drámához, a Gyurkovics lányok Horkay Ferijéhez, amely voltaképpen szintén bonviván szerep, de igazi nagy sikerei a Víg özvegy Danilója és a Varázskeringő Niki grófja voltak.
Gyönyörű, elegáns megjelenésű férfi volt, senkin úgy nem állott a frakk, senki olyan utolérhetetlen könnyedséggel nem mozgott operett-színpadon. Tetőtől talpig úr és gavallér volt, önmagát játszotta híres bonviván szerepeiben.
1906. november 4-től a Király Színházban működött. Nemsokára megelégelte a múló dicsőséget, lelépett a forró deszkákról, hazament Kökényesdre, ahol birtokán gazdálkodott. Itt megválasztották a református egyház főfelügyelőjévé és tiszteletbeli főbíróvá.

## Családja
Két ízben nősült. Első neje Maróthy Margit színésznő, akivel 1893. július 12-én lépett házasságra; második neje özvegy Almássyné Borbély Erzsébet, 1908. április 7-től. Fia Ráthonyi Ákos filmszínész, rendező, forgatókönyvíró.

## Fontosabb szerepei
- Horkay (Herczeg Ferenc: Gyurkovics lányok)
- Danilo (Lehár Ferenc: Víg özvegy)
- Niki gróf (Strauss: Varázskeringő)
- Eisenstein (Strauss: A denevér)
- Pott kapitány (A postásfiú)
- Bohóc (Primadonnák)
- Boronay (Hajduk hadnagya)
- Jupiter (Mulató istenek)
- József (Putifárné)
- Tettey Béla (Asszonyregiment)
- Balivet (Fecskefészek)